# بارت سكوت
بارت سكوت (بالإنجليزية: Bart Scott)‏ هو لاعب كرة قدم أمريكية أمريكي، ولد في 18 أغسطس 1980 في ديترويت في الولايات المتحدة.

## وصلات خارجية
- بارت سكوت على موقع مرجع كرة القدم المحترفة.كوم (الإنجليزية)